# Het Zwarte Veulen
Het Zwarte Veulen was de eerste jeugdschaakvereniging van Nederland. De club heeft bestaan van 1958 t/m 1963 en heeft diverse sterke schakers voortgebracht, waaronder Hans Ree, Frits Roessel, Tim Krabbé, Bert Enklaar en Jan Nagel.

## Geschiedenis
Het idee voor de oprichting van de vereniging kwam vanuit het Vereenigd Amsterdamsch Schaakgenootschap. VAS-lid Tjoe Liong Kwee wilde een schaakvereniging in het leven roepen die zich specifiek zou richten op jeugdige schakers. Hij vond de samenwerking met Lodewijk Melchior, bestuurslid van het VAS, die de kartrekker werd van het project.
De vereniging werd op 22 februari 1958 opgericht. De naam Het Zwarte Veulen was bedacht als tegenhanger van Het Witte Paard. Dat was destijds een veelvoorkomende naam voor schaakclubs. De club had haar speellocatie in het Amsterdamsche Schaakhuis.
De openingsactiviteit van Het Zwarte Veulen was een simultaanseance met Max Euwe, waar ongeveer 40 schaker op afkwamen.
Het eenjarig jubileum van de club werd gevierd met een simultaanseance met Bent Larsen.
Vanaf het seizoen 1959/60 ging Het Zwarte Veulen ook meespelen in de competitie van de Hoofdstedelijke Schaakbond (voorloper van de Schaakbond Groot-Amsterdam). Het eerste team met Hans Ree, Bert Enklaar, Piet van der Weide en Tim Krabbé kroonde zich direct tot kampioen van de eerste klasse. Het seizoen erop (1960/61) speelde Het Zwarte Veulen in de hoofdklasse. Daarin werd een tweede plaats bereikt. In de play-offs om promotie/degradatie naar de KNSB-competitie werd nipt verloren van VVGA 2 met 5½ - 4½. In de twee seizoenen erop wist Het Zwarte Veulen zich telkens te handhaven in de hoofdklasse.
In 1961 werd in het Stedelijke Museum een expositie gehouden onder de naam "Bewogen Beweging". Tijdens de expositie speelden de leden van Het Zwarte Veulen een telegrafische schaakpartij met Marcel Duchamp, die in New York woonde.
In september 1962 overleed Lodewijk Melchior als gevolg van een ongeluk tijdens zijn vakantie in de Zwiterse Alpen. Het Zwarte Veulen heeft daarna nog een jaar bestaan als onafhankelijke vereniging, maar werd in 1963 opgeheven.

## Trivia
De naam Het Zwarte Veulen leeft tot op de dag van vandaag voort bij het VAS. Zo organiseert het VAS een jeugdschaaktoernooi onder de naam Zwarte Veulen Grandprix.